# Makhtesh

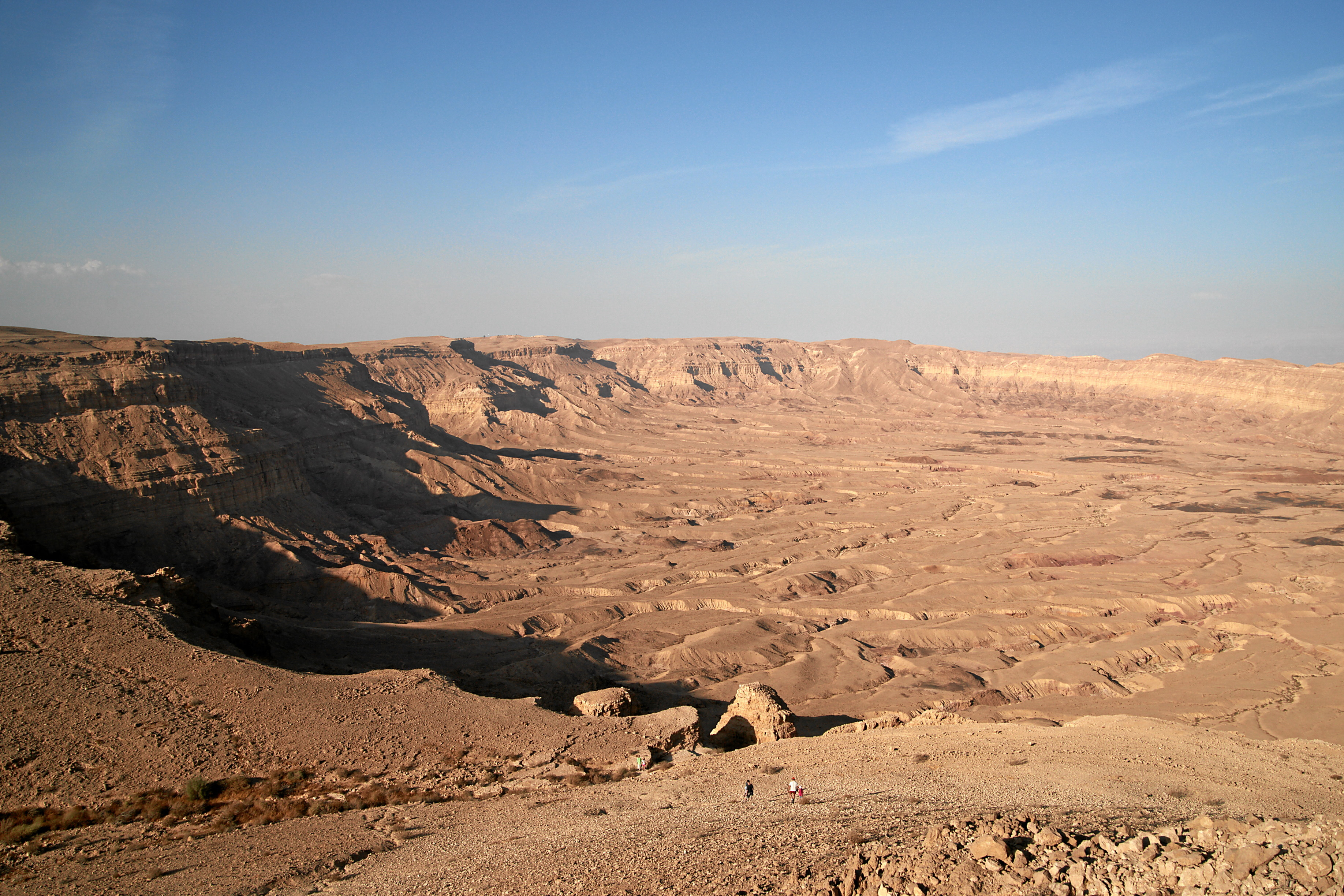
Vue du HaMakhtesh HaKatan.

Un makhtesh, en hébreu מַכְתֵּשׁ, au pluriel makhteshim, מַכְתְּשִׁים, est un type de cirque naturel présent dans le Néguev en Israël et dans le Sinaï en Égypte. Le plus grand est le makhtesh Ramon avec quarante kilomètres de longueur et jusqu'à dix kilomètres de largeur.
Le rebord du makhtesh est composé de roches résistantes formant un escarpement tandis que le fond de la dépression est drainé par un oued où se concentre la maigre végétation, attirant la faune locale.

## Israël
Israël comporte cinq makhteshim, tous situés dans le Néguev : le makhtesh Ramon, HaMakhtesh HaGadol, HaMakhtesh HaKatan et deux petits sur le mont Arif.

## Égypte
L'Égypte compte deux makhteshim dans le Sinaï, auxquels on n’a pas attribué de nom.